# الدا تاتولی
الدا تاتولی (ایتالیایی: Elda Tattoli؛ ۱۹۲۹ – ۲۰۰۵) بازیگر و کارگردان فیلم اهل ایتالیا بود.
از فیلم‌ها یا برنامه‌های تلویزیونی که وی در آن نقش داشته است، می‌توان به هرکول آزادشده اشاره کرد.